# Ryszard Wyrobek
Ryszard Józef Wyrobek (ur. 17 maja 1927 w Hajdukach Wielkich, dziś Chorzów, zm. 12 marca 1996 w Chorzowie), polski piłkarz, bramkarz. Długoletni zawodnik Ruchu Chorzów. Ojciec Jerzego i Czesława.
W latach 50. przez wiele sezonów był pewniakiem w bramce Niebieskich. Z Ruchem trzykrotnie zdobywał mistrzostwo Polski. W reprezentacji zagrał dwa mecze. Debiutował 26 września 1954 w meczu z NRD, dwa lata później ponownie zagrał z tym samym rywalem.
Źródła:
- Andrzej Gowarzewski, Joachim Waloszek, Ruch Chorzów, 75 lat "Niebieskich" - Księga Jubileuszowa. Wydawnictwo GiA, Katowice 1995 (1. część cyklu Kolekcja Klubów)